# Manuel Chili Caspicara
Manuel Chili, también conocido por el nombre artístico de Caspicara, fue un afamado escultor, tallador indígena perteneciente a la Escuela Quiteña de arte del siglo XVIII, de la cual fue uno de sus más importantes representantes. Nació en la ciudad de Quito, por entonces capital de la real audiencia española del mismo nombre, alrededor del año 1720, aunque se desconoce la fecha exacta. Los especialistas suelen situar su fallecimiento en 1796.

## Vida y obra
Su seudónimo artístico significa cara de madera o cara de palo, y se compone de dos vocablos kichwas: caspi (madera) y cara (corteza); lo que hace suponer que se trataba de un hombre de rostro cobrizo y piel tersa como la madera tallada, ya que no existen retratos o referencias de su aspecto físico.
Fiel a la norma áurea de la imaginería barroca, cultivó los motivos religiosos tanto en madera como en mármol. Entre sus principales maestros se encuentran figuras como Diego de Robles y Bernardo de Legarda, con quienes trabajó en sus respectivos talleres cuando era joven. Es junto a uno de ellos, Legarda, y el gran Pampite, que Caspicara constituyó la más pura esencia de la escultura colonial quiteña que tanta fama adquirió en las colonia americanas y las cortes europeas.
Como la mayoría de artistas de la época en que vivió, y sobre todo en una ciudad profundamente católica como Quito, Caspicara trabajó casi toda su obra de imaginería religiosa para los altares de las principales iglesias y conventos de la región, aunque sus esculturas también adornarían grandes mansiones y palacios en Europa. Entre sus representaciones destacaban los Cristos crucificados, de gran realismo en sus llagas y daños provocados por grandes heridas 

### Listado de obras

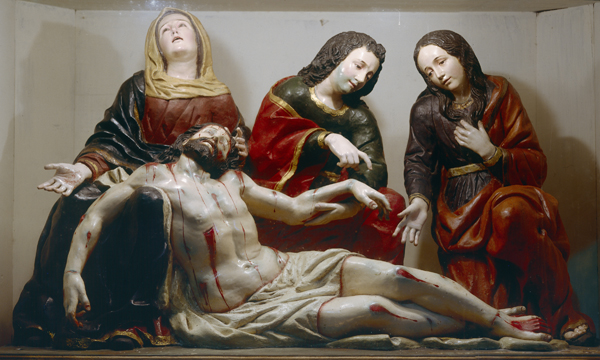
La Sábana Santa. Catedral de Quito.

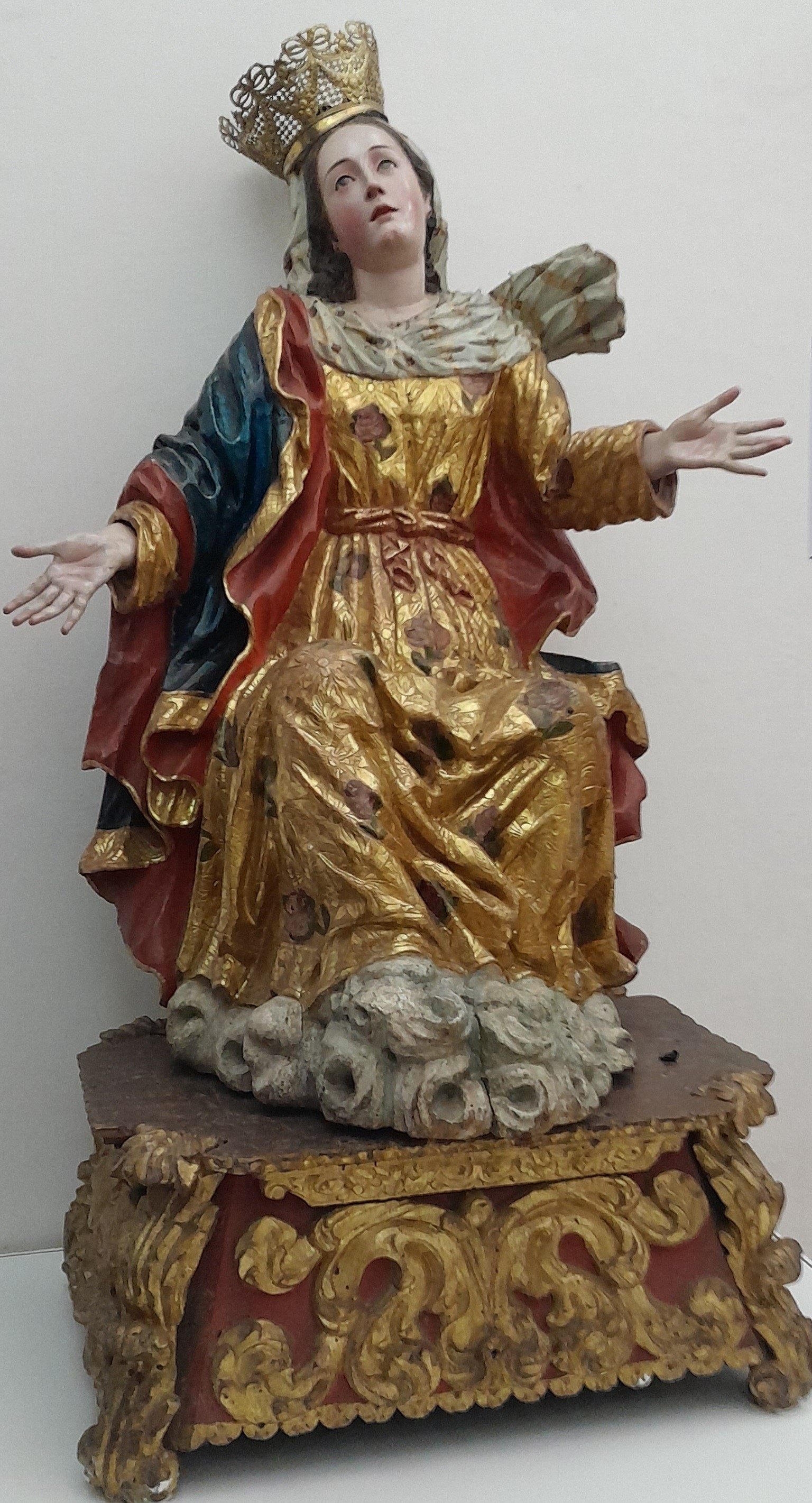
Virgen de la Asunción, Catedral de Popayán

Varias de sus obras más representativas aún se conservan en museos de Quito y Popayán, entre ellas:
- Nuestra Señora de la Asunción o del Transito o del Reposo, en el Museo Arquidiocesano de Arte Religioso (Popayán)
- Cristo yacente, en el Museo Nacional (Quito)
- Virgen de la Luz, en el Museo Nacional (Quito)
- La Sábana Santa, en la Catedral Metropolitana (Quito)
- Las virtudes teologales, en el coro de la Catedral Metropolitana (Quito)
- Asunción de la Virgen, en la iglesia de San Francisco (Quito)
- Coronación de la Virgen María, en la iglesia de San Francisco (Quito)
- Virgen de El Carmen, en la iglesia de San Francisco (Quito)
- Impresión de las llagas, en la Capilla de Cantuña (Quito)
- El señor atado a la Columna de San Pedro a los pies, en el convento de San Francisco (Quito)
- Las llagas de San Francisco, en el convento de San Francisco (Quito)
- Cristo crucificado, en el altar de la iglesia de El Belén (Quito)
- San José, en la iglesia de San Agustín (Latacunga)
- Las Postrimerías del Hombre, en la Hispanic Society of America de Nueva York
- Cristo en la columna, en el Museo de Arte de Indianápolis

## Legado
Sobre su vida no se conoce mucho, salvo algunas referencias de sus contemporáneos que permiten reconstruir su vida. Una de ellas fue la de Eugenio Espejo quien lo elogió en el célebre discurso que estaba dirigido a la Escuela de la Concordia diciendo en 1791:
Podemos decir, que hoy no se han conocido tampoco los principios y las reglas; pero hoy mismo veis cuánto afina, pule y se acerca a la perfecta imitación, el famoso Caspicara sobre el mármol y la madera, como Cortez sobre la tabla y el lienzo. Estos son acreedores a vuestra celebridad, a vuestros premios, a vuestros elogios y protección. Diremos mejor: nosotros todos estamos interesados en su alivio, prosperidad y conservación. Nuestra utilidad va a decir en la vida de estos artistas; porque decidme, señores, ¿cuál en este tiempo calamitoso es el único, más conocido recurso que ha tenido nuestra Capital para atraerse los dineros de las otras provincias vecinas? Sin duda que no otro que el ramo de las felices producciones de las dos artes más expresivas y elocuentes, la escultura y la pintura. ¡Oh! ¡cuánta necesidad entonces de que al momento elevándoles a maestros directores a Cortez y Caspicara los empeñe la Sociedad al conocimiento más íntimo de su arte, al amor noble de querer inspirarle a sus discípulos, y al de la perpetuidad de su nombre! Paréceme que la Sociedad debía pensar, que acabados estos dos maestros tan beneméritos, no dejaban discípulos de igual destreza y que en ellos perdía la patria muchísima utilidad: por tanto su principal mira debía ser destinar algunos socios de bastante gusto, que estableciesen una academia respectiva de las dos artes

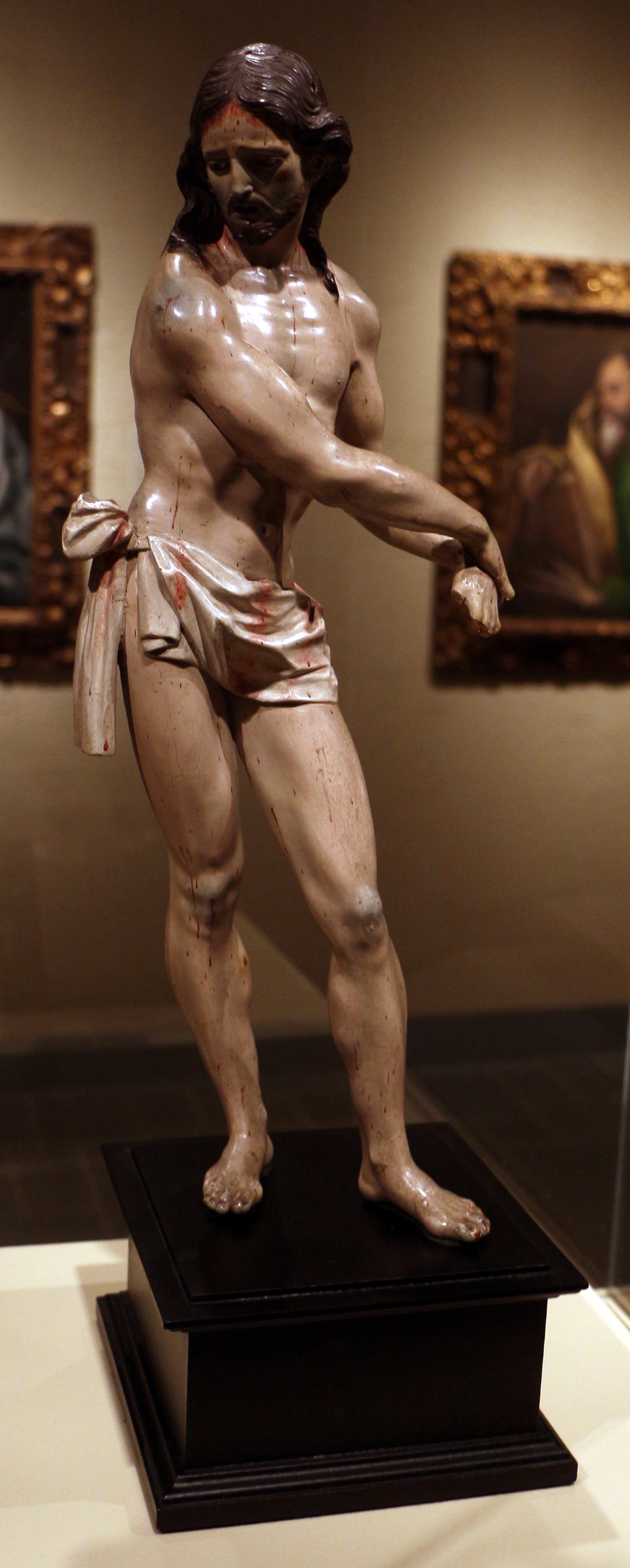
Cristo en la columna, en el Museo de Arte de Indianápolis

Al pintor que se refiere Espejo en ese extracto es José Cortés de Alcocer de quien se conoce el cuadro titulado "José García de León y Pizarro visita el Hospital San Juan de Dios de Quito", que es la única vez que se retrata a Eugenio Espejo, de manera lejana y con pocos detalles. Algo importante fue que en el discurso también se consideró al arte por su valor económico no solo estético, lo que da fe de la importancia como fuente de ingresos que tenía la Escuela Quiteña para la Real Audiencia. Según el historiador José María Vargas, no se debería buscar en su obra algún detalles que indiquen su procedencia indígena ya que presenta más bien un gusto refinado y una tendencia hacia la preciosidad que es propia de alguien que se formó en un ambiente de alta cultura. Por otro lado, en el discurso de Espejo, probablemente se refería en la capacidad de superación para lograr vencer los obstáculos que muchos indígenas presentaban sobre todo los que se dedicaron al arte.

Por otro lado el científico Antonio de Ulloa también se manifestó acerca de la Escuela Quiteña cuando vivió en la Real Audiencia durante la Misión Geodésica diciendo:
"los mestizos menos presumptuosos se dedican a las Artes y Oficios; y aun entre ellos escogen los de más estimación, como son pintores, escultores, plateros y otros de esta clase; dejando aquellos que consideran no de tanto lucimiento para los indios. En todo trabajan con perfección y con particularidad en la pintura y escultura [...] Imitan cualquier cosa extranjera con mucha facilidad y perfección por ser el ejercicio de la copia propia para su genio y flema. Hácese aún más digno de admiración el que perfeccionen lo que trabajan, por carecer de toda suerte de instrumentos adecuados para ello".

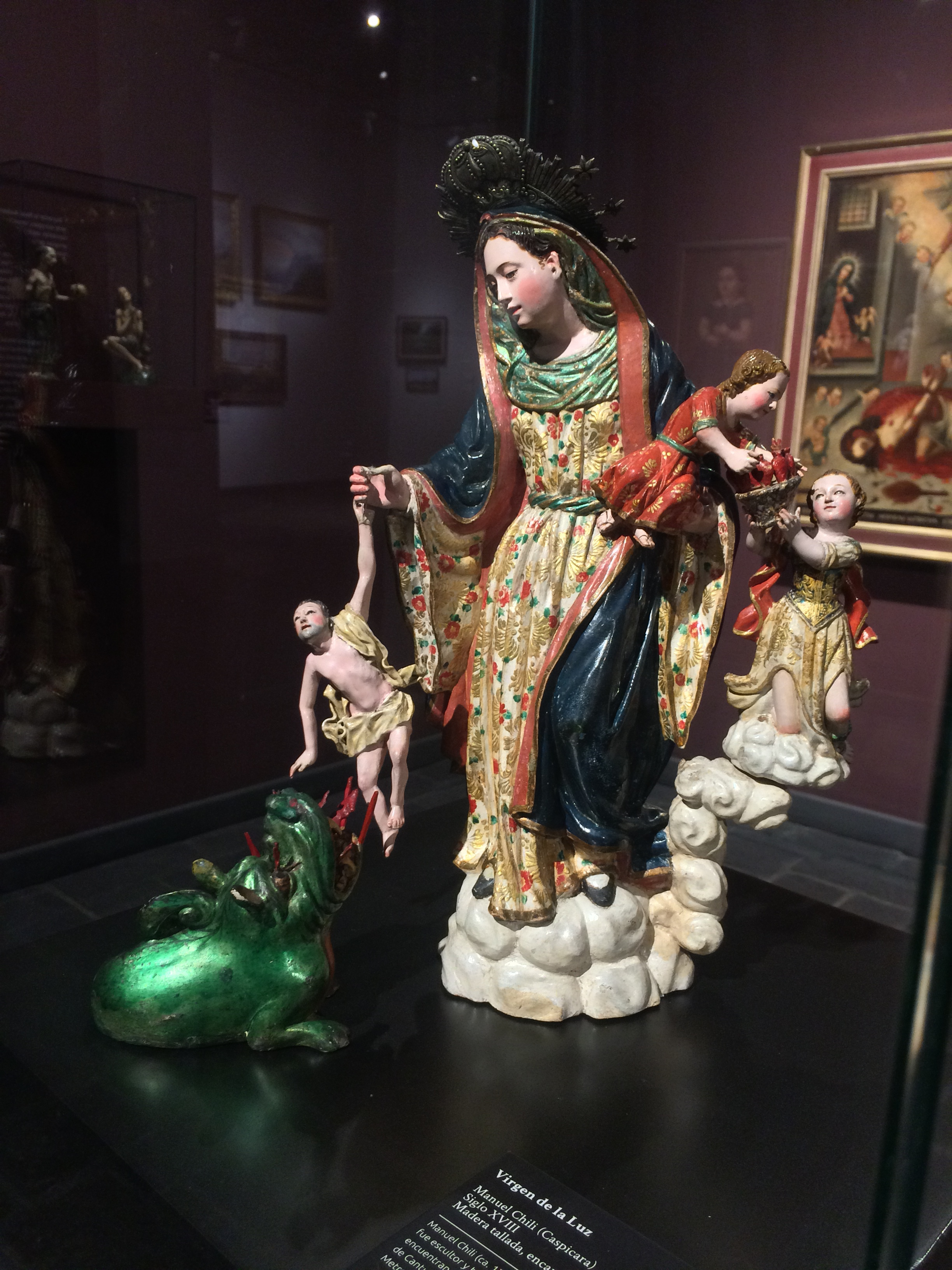
Virgen de la Luz (s. XVIII), escultura en madera policromada y encarnada. MuNa, Quito.

Además, el historiador González Suárez también en su historia del Ecuador hizo referencia a Caspicara de la siguiente manera:
La ornamentación principal -del retablo del altar mayor de la catedral- se reduce a las estatuas de las virtudes teologales y al grupo vistoso de los ángeles, que están sosteniendo la Cruz. La estatua de la caridad es una obra maestra de escultura y justifica la fama de que gozaba su autor en la colonia. El grupo de la exaltación de la cruz y las estatuas de las virtudes fueron trabajadas por el célebre Caspicara.
Por último, según el historiador Jaime Aguilar Paredes, Caspicara se consagró a la imaginería, posiblemente desde muy niño, hasta alcanzar una superioridad y maestría que le colocaron a la cabeza de los escultores de su época, y, sin ponderación, en igual plano al de los más famosos escultores europeos. Alguna fuentes señalan que el propio rey Carlos III de España exclamó la siguiente frase elogiando al escultor: no me preocupa que Italia tenga a Miguel Ángel, en mis colonias de América yo tengo al maestro Caspicara.